# Малая Кобыльщина
Малая Кобыльщина — опустевшая деревня в Оленинском муниципальном округе Тверской области.

## География
Находится в юго-западной части Тверской области на расстоянии приблизительно 28 км на юг по прямой от административного центра округа поселка Оленино.

## История
В 1859 году здесь (тогда деревня Бельского уезда Смоленской губернии) было учтено 10 дворов. До 2019 года входила в состав ныне упразднённого Гусевского сельского поселения. По состоянию на 2020 год опустела.

## Население
Численность населения: 84 человека (1859 год), 3 (русские 100 %) в 2002 году, 1 в 2010.